# Veit Hirschvogel l'Ancien
Veit Hirschvogel l'Ancien (aussi  Hirsvogel, né en 1461 à Nuremberg où il est mort le  24 décembre 1525) est un peintre verrier allemand de  la Renaissance.

## Biographie

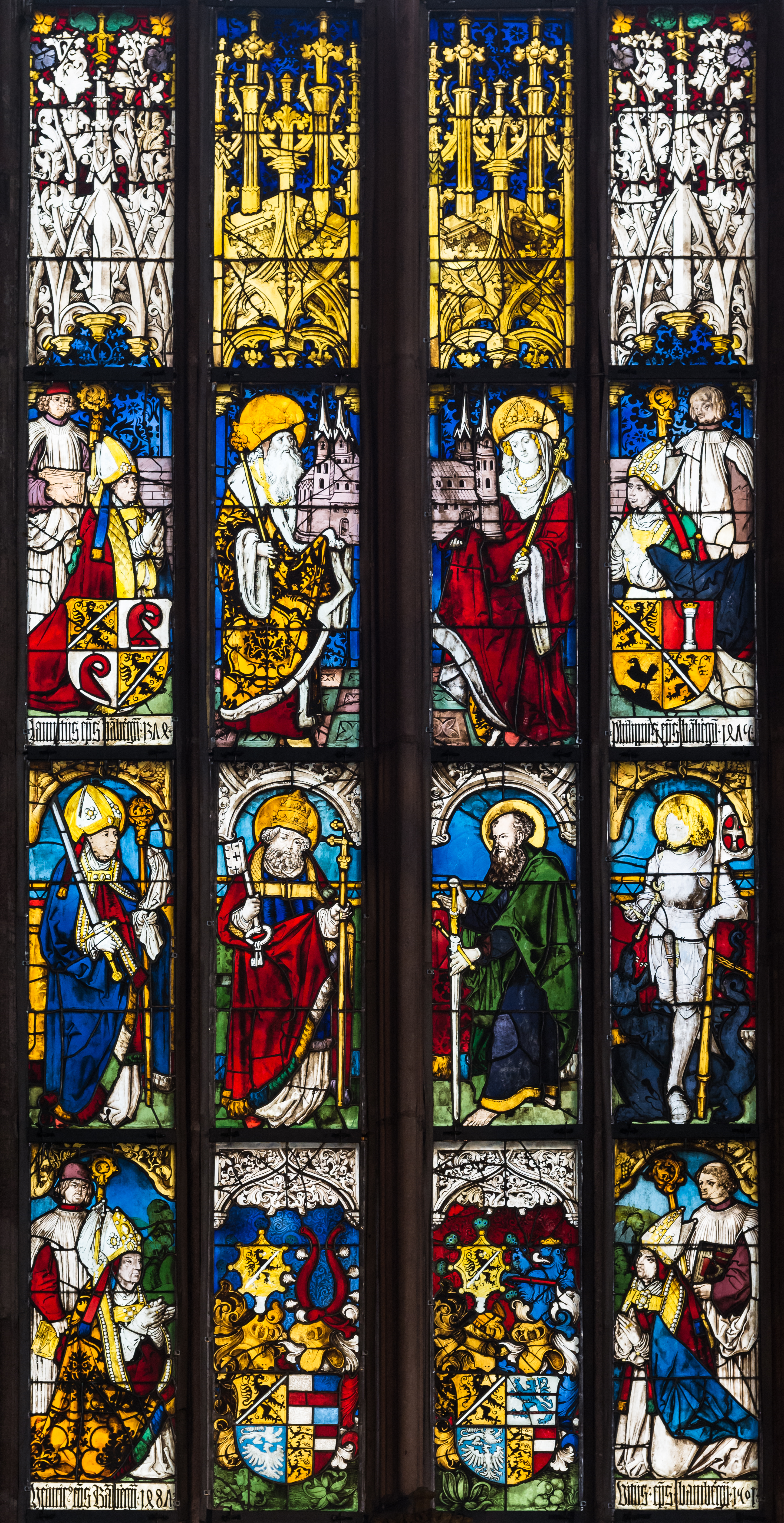
Fenêtre de Bamberg dans la Sebaldskirche de Nuremberg, d'après un dessin de Dürer

Veit Hirschvogel est le fils d'un vitrier de Nuremberg nommé Heinz Hirsvogel, mort en septembre 1475.
Sous la direction de Veit Hirschvogel, l'atelier de peinture  sur verre de son père devient le principal fabricant de vitraux à Nuremberg et dans ses environs. À partir de 1500 environ, il travaille avec Albrecht Dürer. Hirschvogel est connu pour avoir réalisé la fenêtre de Bamberg (vitrail qui comporte des armoiries et des représentations des princes-évêques de Bamberg) dans l'église Saint-Sébald d'après les dessins de Dürer, ainsi que la fenêtre impériale offerte par Maximilien Ier et la fenêtre des  margraves offerte par les Hohenzollern, avec la participation de  Hans von Kulmbach, élève de Dürer. On attribue également à Hirschvogel et Dürer la fenêtre de Moïse de la basilique Saint-Jacques de Straubing. 
La collaboration avec Dürer a porté l'art du vitrail de Nuremberg à un niveau sans précédent. Le style est passé de la conception de surfaces décoratives à la peinture de motifs illusionnistes, dans laquelle la division des surfaces de verre était basée sur le thème et non plus l'inverse.

## Descendance
Veit Hirschvogel a eu cinq fils :
- Veit (appelé Veit Hirschvogel le Jeune ; 1485-1553) et
- Hans Hirschvogel, mort jeune, tous deux peintres verriers,
- Martin Hirschvogel, orfèvre émigré à Fribourg,
- Stefan Hirschvogel, dominicain, et
- Augustin Hirschvogel (1503-1553).

À la mort du père, l'atelier est poursuivi par Augustin, qui cherche cependant d'autres activités lorsque la réforme protestante à Nuremberg a ruiné le commerce des vitraux d'église. Augustin quitte Nuremberg et s'installe à Vienne, et c'est son neveu Sebald Hirschvogel (1517-1589, fils de Veit Hirschvogel le Jeune qui poursuit l'activité de l'atelier.
La « Hirschvogelstrasse » de Nuremberg porte  le nom de la famille d'artistes.

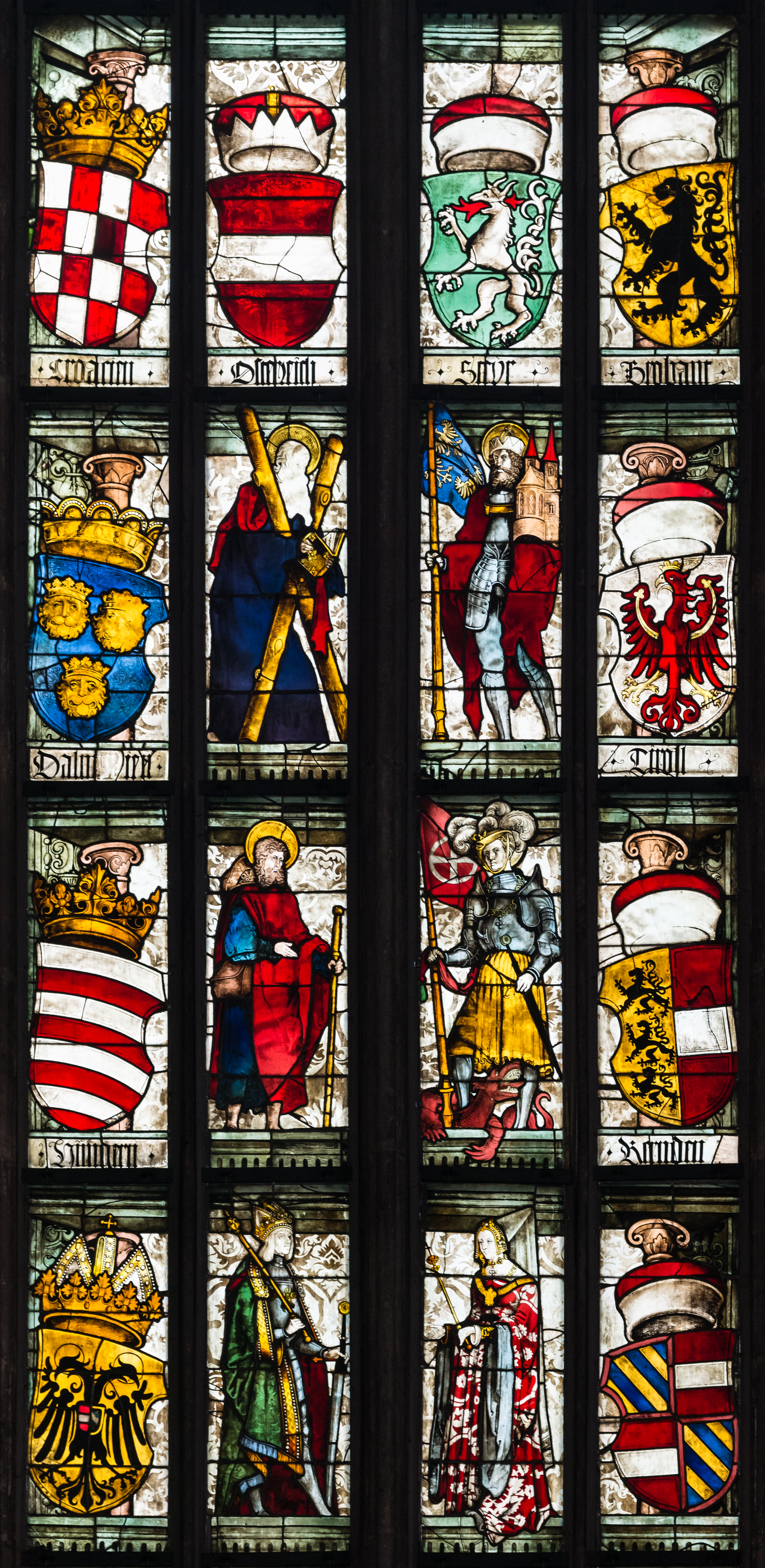
Fenêtre impériale
Fenêtre des markgraves
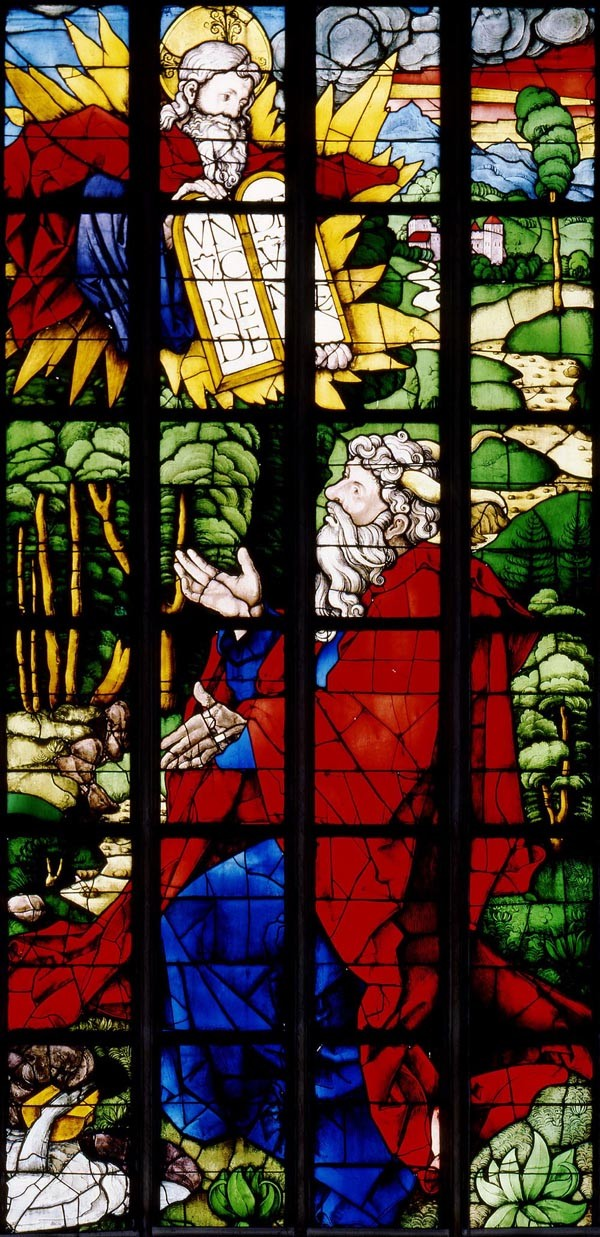
Fenêtre de Moïse

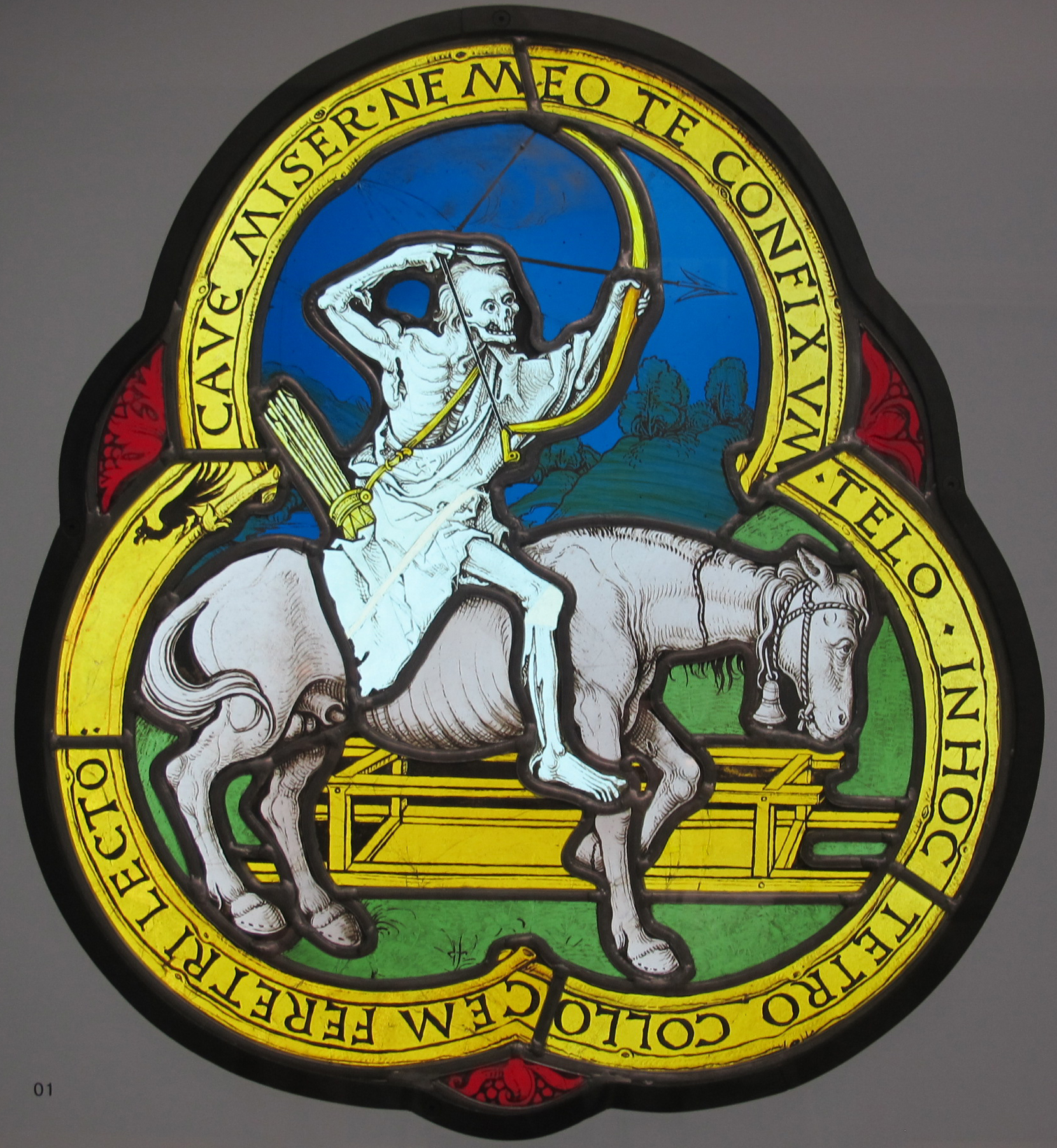
La mort à cheval (1502)
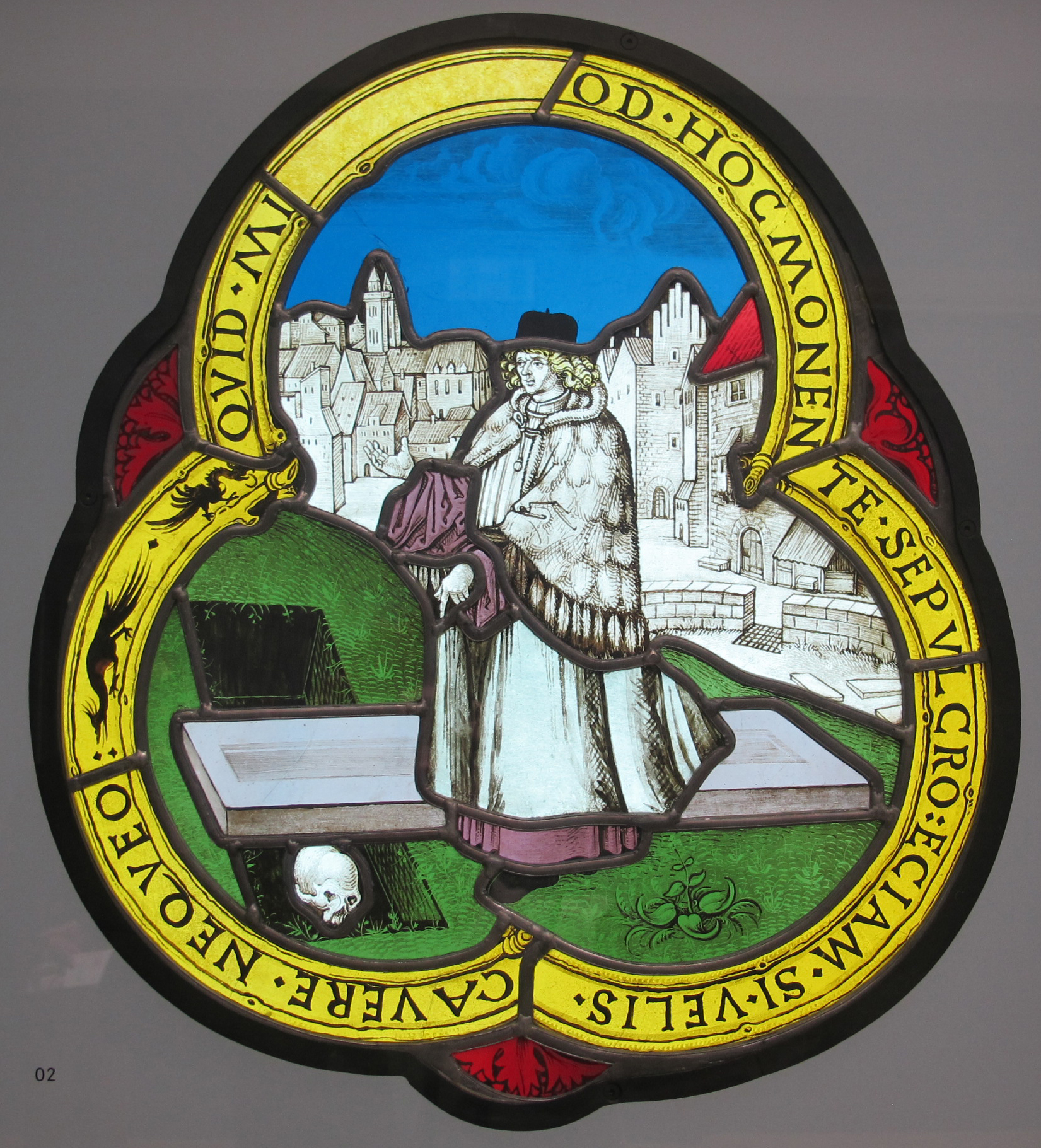
Le prévôt Sixtus Tucher (1502)
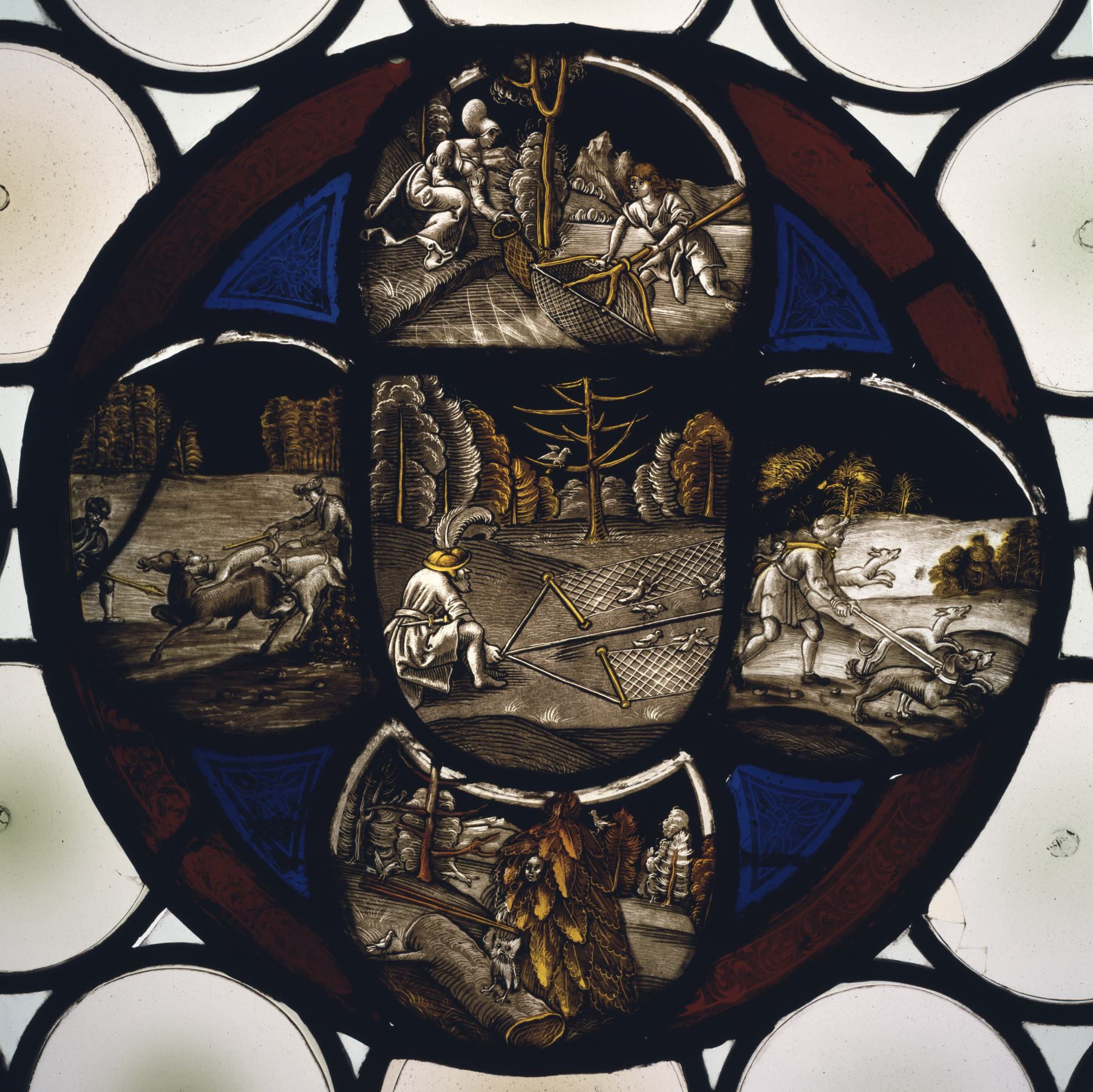
Disque quadrilobe avec scènes de chasse.